# أبا كوفنر
أبا كوفنر (بالعبرية: אבא קובנר‏) (ولد في 14 مارس 1918 في أوسميانا  - ومات في 25 سبتمبر 1987 في عين هاحوريش) شاعر وكاتب إسرائيلي بولندي. يُعد أحد أعظم الشعراء في الشعر العبري الحديث، وقد حصل على جائزة إسرائيل في الأدب في عام 1970.
دعا إلى تكوين ميليشيا يهودية مسلحة مقاومة للنازيين بعد احتلالهم لبولندا. ففي غيتو فيلنا، عمل على توحيد اليهود في مقاومة مسلحة ضد الغزاة الألمان النازيين، وألقى بيانا يعتبر هو الأول من نوعه لتوضيح طبيعة أهداف النازيين بشأن خطتهم لإبادة اليهود في أوروبا، من خلال الهولوكوست. واشتهر عنوان هذا البيان: «دعونا لا نذهب مثل الحملان إلى الذبح». لكن فشلت محاولته في تنظيم انتفاضة في الحي اليهودي، لكنه فر إلى الغابة، وانضم إلى الثوار السوفيت، ونجا من الحرب.
وبعد الحرب، قاد منظمة ناكام، وهي منظمة شبه عسكرية للناجين من الهولوكوست، سعت للانتقام من الهولوكوست بقتل ستة ملايين ألماني، ولكن تم القبض على كوفنر في المنطقة البريطانية من ألمانيا المحتلة قبل أن يتمكن من تنفيذ خططه. ثم هاجر إلى دولة إسرائيل عام 1947.

## حياته
ولد أبا (أبيل) كوفنر في 14 مارس 1918، في أوشمانيا (اسمها حاليا أشمياني وتقع فيBelarus). أمه هي روشيل (روزا) توبمان وأبوه هو إسرائيل كوفنر وشقيقاه هما غيداليا وميشيل. وفي عام 1927 انتقلت العائلة إلى فيلنو (حاليا فيلنيوس عاصمة ليتوانيا) واستقروا في شارع بوبلافسكا. وكان والده يملك متجرا لبيع الجلود في شارع جوليان كلاشكو. وكان أبا كوفنر ابن عم زعيم الحزب الشيوعي الإسرائيلي والناشط المناهض للصهيونية مائير فيلنر.
درس في ثانوية تاربوت العبرية في فيلنو، ثم التحق بكلية الآداب بجامعة ستيفان باتوري (جامعة فيلنيوس). وأثناء دراسته، انضم أبا إلى حركة «هاشومير هاتسير» وهي حركة يهودية شبابية صهيونية اشتراكية.

### الحرب العالمية الثانية
بعد غزو بولندا عام 1939 من قبل القوات الألمانية النازية، سقطت فيلنو في قبضة القوات السوفيتية. وفي عام 1941، غزت ألمانيا النازية الاتحاد السوفيتي واستولت على فيلنيوس (فيلنو) من السوفيت. وأمر المحتلون جميع اليهود بالانتقال إلى غيتو فيلنا، لكن كوفنر تمكن من الاختباء مع العديد من الأصدقاء اليهود في دير دومينيكاني برئاسة الراهبة الكاثوليكية البولندية آنا بوركوفسكا في ضواحي المدينة. لكنه سرعان ما عاد إلى الحي اليهودي. وتوصل كوفنر إلى أنه من أجل نجاح أي تمرد، يجب تجميع قوة مقاومة يهودية مقاتلة.

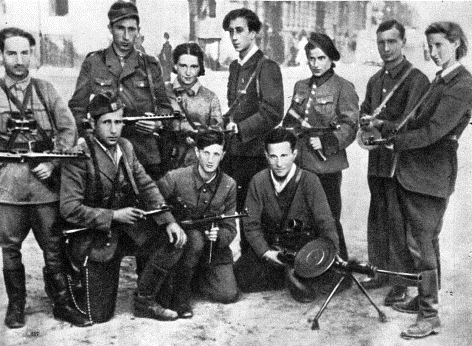
أبا كوفنر (واقفًا في الوسط) مع أعضاء حركة "إف بي أو" المسلحة في غيتو فيلنا اليهودي. روزكا كوركزاك على يساره، وفيتكا كيمبنر في أقصى اليمين.

في بداية عام 1942، أصدر كوفنر بيانًا في الحي اليهودي بعنوان «دعونا لا نذهب مثل الحملان إلى الذبح!»،  وكان البيان هو الأول من نوعه الذي يصف أحد أهداف الهولوكوست وهو أن هتلر قرر قتل جميع يهود أوروبا، وبه أول استخدام لعبارة «مثل الحملان للذبح» في الكتابات المتعلقة بالهولوكوست. وأبلغ كوفنر اليهود المتبقين أن أقاربهم الذين تم نقلهم بعيدًا قد قُتلوا في مذبحة بوناري وقال إنه من الأفضل للمرء أن يموت وهو يقاتل.
لم يعرف أحد في ذلك الوقت على وجه اليقين ما هو أكثر من عمليات القتل المحلية، ولم يقتنع الكثيرون بمحتوى البيان. لكن بالنسبة للآخرين، مثل هذا الإعلان نقطة تحول في فهم الموقف وكيفية الاستجابة له. تم نشر فكرة المقاومة اليهودية للقوات النازية، من فيلنيوس من قبل أعضاء الحركة الشباب وخاصة النساء، إلى الأحياء اليهودية في بولندا المحتلة وبيلاروسيا المحتلة وليتوانيا.
شكل كوفنر ويتسحاق فيتنبرغ وألكسندر بوغن وآخرون منظمة المحاربين المتحدة «إف بي أو» (FPO)، وهي واحدة من أولى المنظمات السرية المسلحة في الأحياء اليهودية تحت الاحتلال النازي. وأصبح كوفنر زعيمًا لها في يوليو 1943، بعد أن أُفشي اسم فيتنبرغ من قبل عضو في الحركة اعتقله النازيون وعذبوه، وقام فيتنبرغ بتسليم نفسه لمنع هجوم على الحي اليهودي. خططت حركة «إف بي أو» لمحاربة الألمان عندما اقترتب تصفية الغيتو، لكن الظروف ومعارضة قادة الغيتو جعلت هذا الأمر مستحيلًا، فهربوا إلى الغابات.
ومن سبتمبر 1943 حتى عودة الجيش السوفيتي في يوليو 1944، قاد كوفنر مع مساعدتيه فيتكا كيمبنر وروزكا كورشاك مجموعة مسلحة باسم المنتقمون (نوكميم) في الغابات القريبة من فيلنا، وقاموا بأعمال تخريب وحرب عصابات ضد الألمان والمتعاونين المحليين معهم. كانت المنتقمون واحدة من أربع مجموعات يهودية في الغالب تعمل تحت قيادة الثوار بقيادة السوفيت. وسجلت البيانات الخاصة بالجماعات المقاومة أن 30 مقاتلاً من مجموعات «المنتقمون» و «إلى النصر» شاركوا في مذبحة ما لا يقل عن 38 مدنياً في كونيوتشي في يناير 1944.
وبعد تحرير فيلنيوس من قبل الجيش الأحمر السوفيتي في يوليو 1944، أصبح كوفنر أحد مؤسسي حركة بريخا، حيث ساعد اليهود على الهروب من أوروبا الشرقية بعد الحرب.

### ناكام
وبعد نهاية الحرب شارك كوفنر في تكوين منظمة مسلحة سرية هي ناكام (الانتقام)، والمعروفة أيضًا باسم دام يسرائيل نوتر («دم إسرائيل ينتقم»، واختصارها DIN يعني «الحكم»)  بهدف الانتقام من الهولوكوست. ووُضعت خطتان: كانت الخطة (أ) تقضي بقتل عدد كبير من المواطنين الألمان عن طريق تسميم إمدادات المياه في هامبورغ وفرانكفورت وميونيخ ونورمبرغ، بهدف قتل 6 ملايين ألماني. أما الخطة (ب) فكانت تقضي بقتل سجناء قوات الأمن الخاصة المحتجزين في معسكرات الحلفاء لأسرى الحرب. ولأجل تنفيذ الخطة (أ)، تسلل أعضاء الحركة إلى محطات المياه والصرف الصحي في عدة مدن، بينما ذهب كوفنر إلى فلسطين بحثاً عن السم المناسب.
ناقش كوفنر قادة اليشوف (وهم يهود فلسطين قبل قيام دولة إسرائيل) حول أفكار وأهداف حركة «ناكام»، لكن لم يلق الكثير من الدعم. ووفقًا لرواية كوفنر الخاصة، وافق حاييم وايزمان عندما طرح الخطة (ب) وأوصله بالعالم إرنست بيرجمان، الذي أوكل مهمة تحضير السم إلى إفرايم كاتسير (رئيس إسرائيل لاحقًا) وشقيقه أهارون.
شكك المؤرخون في تورط وايزمان، حيث كان خارج فلسطين، في الوقت الذي حدده كوفنر. وأكد الأخوان كاتسير أنهم أعطوا السم لكوفنر، لكنهم قالوا إنه ذكر الخطة (ب) فقط وأنكروا أن وايزمان يمكن أن يكون متورطًا. عندما كان كوفنر وشريكه في طريق عودتهم إلى أوروبا على متن سفينة بريطانية، ألقوا السم في البحر عندما اُلقي القبض على كوفنر. وسُجن لبضعة أشهر في القاهرة وتم التخلي عن الخطة (أ).
وفي أبريل 1946، اقتحم أعضاء حركة ناكام مخبزًا يستخدم لتوفير الخبز لمعسكر اعتقال لانغفاسر بالقرب من نورمبرغ، حيث احتجز العديد من أسرى الحرب الألمان. وبدأوا في دهن العديد من الأرغفة بالزرنيخ ولكن اكتشفوا فهربوا قبل الانتهاء من عملهم. وأصيب أكثر من 2200 من السجناء الألمان بالمرض وتم نقل 207 إلى المستشفى، لكن لم يتم الإبلاغ عن أي وفيات.

### إسرائيل

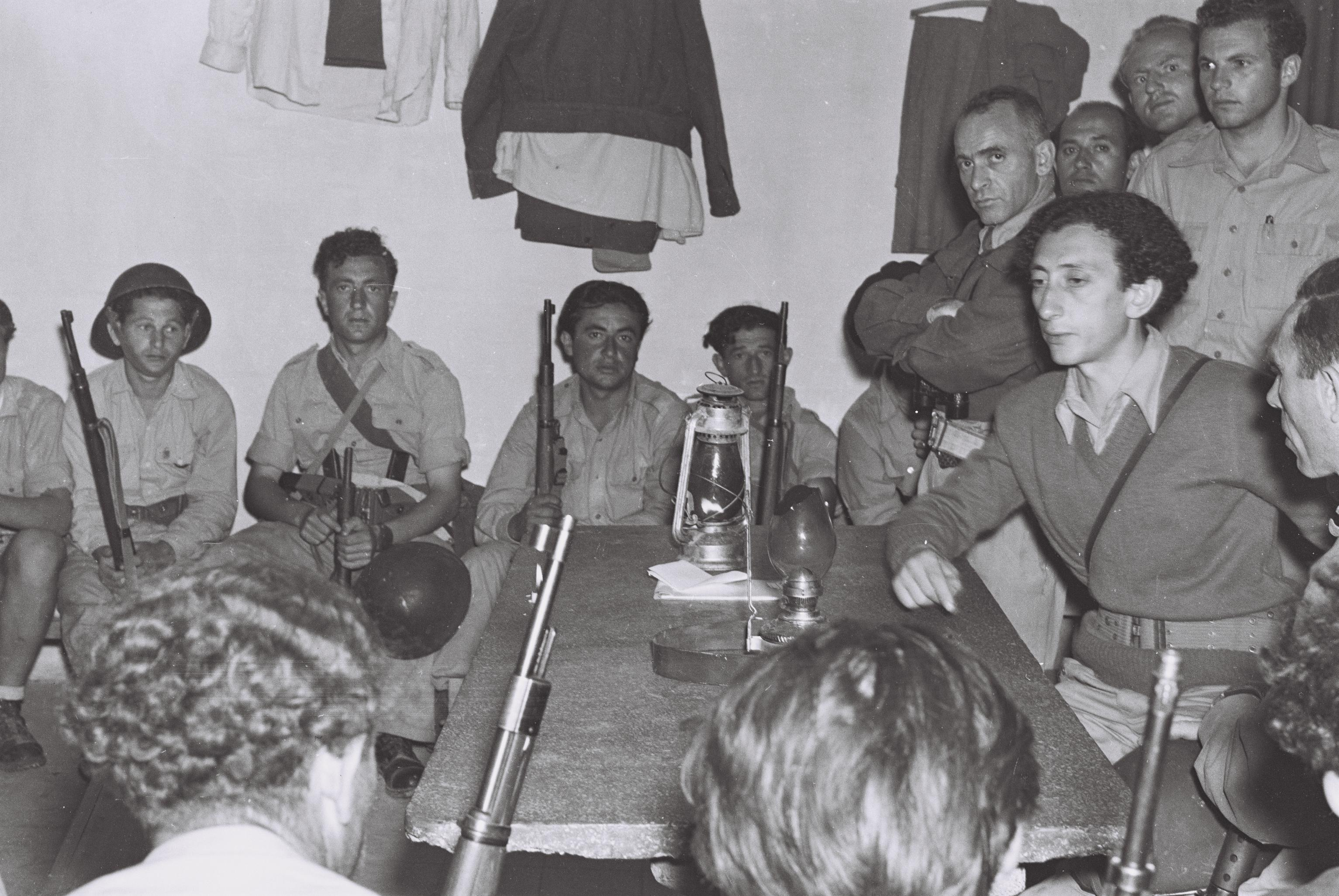
كوفنر (على اليمين) يتحدث إلى أعضاء الجيش الإسرائيلي في ياد مردخاي خلال الحرب العربية الإسرائيلية في 1948

انضم كوفنر إلى منظمة الهاجاناه في ديسمبر 1947، وبعد فترة وجيزة من إعلان إسرائيل الاستقلال في مايو 1948 أصبح نقيبًا في لواء غيفعاتي في الجيش الإسرائيلي. واشتهر خلال الحرب العربية الإسرائيلية عام 1948 بنشره «صفحات المعارك»، التي كان عنوانها «الموت للغزاة!»، والتي تضمنت أخبارًا من الجبهة المصرية ومقالات تهدف إلى الحفاظ على الروح المعنوية. إلا أن لهجة تلك المنشورات التي دعت إلى الانتقام للمحرقة ووصفت العدو المصري بالأفاعي والكلاب، أزعجت الكثير من القادة السياسيين والعسكريين الإسرائيليين. واتهمه زعيم هاشومر هاتسير مائير يعاري بنشر «دعاية فاشية مرعبة». وأثار أحد المنشورات بعنوان «فشل» جدلاً لا يزال مستمراً حتى اليوم، عندما اتهم حامية نيتسانيم بالجبن لاستسلامها لقوة مصرية تفوقها عدداً.
عاش كوفنر في كيبوتس عين هاحوريش بدءا من عام 1946 وحتى وفاته. كان عضوا في منظمات صهيونية مثل مبام وهاشومير هاتسير، لكنه لم يمارس دورًا سياسيًا رسميًا. لعب دورًا رئيسيًا في تصميم وبناء العديد من متاحف الهولوكوست، بما في ذلك متحف الشتات في تل أبيب. توفي عام 1987 (عن عمر يناهز 69 عامًا) بسرطان الحنجرة، ربما بسبب التدخين المفرط طوال حياته، 
تزوج فيتكا كيمبنر في عام 1946 وأنجبا طفلين.

## تراثه
في ديوانه الشعري المعنون «حتى لا ضوء» المنشور عام 1947 يصف كوفنر في سرد شعري درامي نضال مقاتلي المقاومة في مستنقعات وغابات أوروبا الشرقية.
أما ديوانه «المفتاح غرق» المنشور عام 1951، فيدور أيضا حول هذا النضال. ومن دواوينه الأخرى: «الرحيل من الجنوب» عام 1949، و«وجهاً لوجه» عام 1953، وفيهما يستمر في رواية قصة حرب الاستقلال وبناء دولة إسرائيل.
وقد مثل كوفنر شاهدا أمام المحكمة في محاكمةأدولف أيخمان، الضباط النازي السابق، وأدلى بشهادته للأحداث في الحرب.

## الجوائز والتكريمات
- في عام 1968، حصل كوفنر على جائزة برينر للأدب.[38]
- في عام 1970، حصل كوفنر على جائزة إسرائيل للأدب.[39]
- في عام 1986، حصل كوفنر على جائزة رئيس الوزراء للأعمال الأدبية العبرية.

## روابط خارجية
- سجلات غيتو فيلنا: صور ووثائق زمن الحرب - vilnaghetto.com
- سيرة أبا كوفنر
- أبا كوفنر والمقاومة في غيتو فيلنا
- أبا كوفنر - أحد مقاتلي الحرب العالمية الثانية ومؤسس «المنتقمون»